# Estacada
Pour l’article homonyme, voir La Estacada.
La ville d’Estacada (en anglais [ˌɛstəˈkeɪdə]) est située dans le comté de Clackamas, dans l’État de l’Oregon, aux États-Unis. Sa population s’élevait à 2 695 habitants lors du recensement de 2010, estimée à 3 398 habitants en 2017.

## Transports
Estacada est desservie par un aéroport (Valley View Airport, FAA LID : 5S9).

## Source
- (en) Cet article est partiellement ou en totalité issu de l’article de Wikipédia en anglais intitulé « Estacada, Oregon » (voir la liste des auteurs).